# Província d'Izumo
La província d'Izumo (出雲国, Izumo-no-kuni), també coneguda pel seu nom abreujat com a Unshū (雲州), fou una antiga província del Japó de la regió del San'indō activa des d'aproximadament l'any 701 fins al 1871. Actualment, forma part de la prefectura de Shimane i comprén tota la meitat oriental d'aquesta. La capital provincial així com el temple provincial (Kokubunji) es trobaven a l'actual ciutat de Matsue, mentre que el santuari provincial (Ichinomiya) es troba a l'actual ciutat d'Izumo.
Classificada com a "província superior" i de "distància mitjana", a la seua dissolució, la província de Shimane comptava amb 78 municipis compresos en 10 districtes. La província també pot ser coneguda amb el nom de país d'Izumo o simplement Izumo.

## Geografia
La província d'Izumo

### Política
La província d'Izumi es trobava dividida en districtes o comarques com qualsevol altra província. Els deu districtes d'Izumo són els següents:
- Districte d'Aika (秋鹿郡)
- Districte d'Iishi (飯石郡)
- Districte d'Izumo (出雲郡)
- Districte de Kando (神門郡)
- Districte de Nita (仁多郡)
- Districte de Nogi (能義郡)
- Districte d'Ōhara (大原郡)
- Districte d'Ou (意宇郡)
- Districte de Shimane (島根郡)
- Districte de Tatenui (楯縫郡)

## Història
El país fou un dels més importants política, religiosa i culturalment de tot l'antic Japó. Un poderós clan d'Izumo (Idumo en japonés antic) constituía un estat independent, però durant el segle vi o VII fou absorbit per l'expansió territorial del país de Yamato, assumint des de llavors el rol d'estat religiós.
Fins i tot en l'actualitat, el gran santuari d'Izumo constitueix (junt amb el santuari d'Ise) un dels lloc més sagrats del xintoisme. El santuari està dedicat a diferents kami i entre d'ells especialment a Ōkuninushi, divinitat equiparable a Amaterasu i avantpassat directe de Susanoo i de tots els clans d'Izumo. Es diu que la mare mitològica dels japonesos, Izanami, es troba soterrada al mont Hiba, al límit entre les antigues províncies d'Izumo i Hōgi, a l'actual ciutat de Yasugi, a la prefectura de Shimane.
Cap al període Sengoku, Izumo ja havia perdut molta de la seua antiga importància. Abans de la batalla de Sekigahara i l'aveniment del bakufu Tokugawa la província va estar dominada pel clan Mōri i, després, la zona esdevingué un feu independent amb seu al castell de Matsue.
A la mitologia japonesa, l'entrada al yomi (infern o terra dels morts) es troba localitzada a la província i va ser segellada pel Déu Izanagi dipositant un gran cudol.